# Heeseind
Heeseind (Maaslands en Brabants: 't Hisend)  is een buurtschap  en wijk in de gemeente 's-Hertogenbosch, in de Nederlandse provincie Noord-Brabant. De gemeente 's-Hertogenbosch heeft Heeseind ingedeeld in stadsdeel Nuland.
Heeseind ligt aan de winterdijk, de oude doorgaande weg naar Rosmalen. Het is dezelfde winterdijk, waar Bruggen ook aan ligt. In 's-Hertogenbosch is de winterdijk ook zichtbaar in het natuurgebied de Heinis.

## Geschiedenis
Tot de gemeentelijke herindeling van 1993, behoorde de buurtschap tot de gemeente Rosmalen.
Tot en met 31 december 2014 was Heeseind onderdeel van de gemeente Maasdonk. Op 1 januari 2015 ging de plaats op in de gemeente 's-Hertogenbosch.
Noord-Brabant: Steden en dorpen      Nederland: Provincies · Gemeenten